# 空下慎
空下 慎（そらした まこと、1985年5月17日 - ）は、日本の映画監督。

## 略歴
和歌山県生まれ。宇多田ヒカルの『traveling』の映像が好きだったことがきっかけで、独学で映像や写真を学ぶ。
シンガーソングライターのユニバーサルミュージック所属の松田慎将の楽曲の世界感を映像化した初監督映画作品『桜が咲く頃 交わした約束は、』は、クラウドファンディングで資金を調達し、SNSでスタッフを集めたて制作され、マドリード国際映画祭で最優秀外国語短編映画賞を受賞した。

## 作品

### 映画
| 公開年 | 作品名                      | 備考 |
| 2018年 | 桜が咲く頃 交わした約束は、 |      |

### 受賞歴
- 『桜が咲く頃 交わした約束は、』
  - マドリード国際映画祭最優秀外国語短編映画賞
  - ミラノ国際映画祭ベストビジュアルエフェクト受賞

## メディア出演
- ビデオSALON - Videographer’s File

### 生活
服は3セットしか所有していない。